# Ugo Pignotti
Pour les articles homonymes, voir Pignotti.
Ugo Pignotti est un escrimeur italien né le 19 novembre 1898 à Florence et mort le 7 janvier 1989 à Rome.

## Carrière
Aux Jeux olympiques d'été de 1928 à Amsterdam, Ugo Pignotti décroche la médaille d'or de fleuret par équipe et termine douzième de l'épreuve individuelle de fleuret. En 1932  à Los Angeles, il est médaillé d'argent de fleuret par équipe et de sabre par équipe,.